# Amastus diaphenes
Amastus diaphenes là một loài bướm đêm thuộc phân họ Arctiinae, họ Erebidae.